# Comuna Korovînți, Nedrîhailiv
Korovînți (în ucraineană Коровинці) este o comună în raionul Nedrîhailiv, regiunea Sumî, Ucraina, formată din satele Borodanove, Dihtearivka, Hai, Iuhtî, Jovtneve, Korovînți (reședința), Mali Budkî, Muhuvate, Perekir, Rakova Sici, Tiutiunnîkove, Tîmoșcenkove și Zelenîi Hai.

## Demografie
Componența lingvistică a comunei Korovînți
     Ucraineană (98,17%)
     Rusă (1,24%)
     Alte limbi (0,28%)
Conform recensământului din 2001, majoritatea populației comunei Korovînți era vorbitoare de ucraineană (98,17%), existând în minoritate și vorbitori de rusă (1,24%).